# Sezona lova: Lud od straha
Sezona lova: Lud od straha (engl. Open Season: Scared Silly) američki je animirani film iz 2015. godine kojeg je producirao Sony Pictures Animation.
Eliot priča priču o logorskoj vatri o legendi o Zavikanom vukodlaku za koju se navodi da živi u Nacionalnoj šumi Timberline. Boog je prestravljen pričom i odluči se "isprazniti" s njihovog godišnjeg kampiranja dok ne sazna da vukodlaka više nema. Odlučni da pomognu Boogu da prevlada svoj strah Eliot striček Viršl i ostale šumske životinje udružuju se kako bi otjerali strah od Booga i razotkrili misterij Wampus vukodlaka koji plače.
Bivši lovac Shaw sada turistički vodič vraća se u Timberline kako bi se osvetio Boogu i Eliotu, jer su ga pobijedili i svjedoči neviđenom biću u šumi (što se ispostavlja da je Janko jelen koji je Eliotov suparnik prerušen). Shaw moli Božu da ponovno otvori sezonu lova i on to nevoljko čini. Iako mu je rečeno da lovi samo vukodlaka, Shaw je odlučan u tome da ga ne samo uhvati, već i lovi Booga i Eliota. Da bi to učinio, Shaw regrutira svoje stare prijatelje Eda i Ednu, vlasnike palače Poutine restorana koji poslužuje poutine. U međuvremenu slomljeni Eliot uhvati vukodlaka sam nakon što Boog bijesno prekine s njim. Dok Boog prolazi kroz šumu, Eliotova supruga Jelena ga sustiže i pokušava ga uvjeriti da mu je Eliot pokušavao pomoći da prevlada strah, ali nije uspjela.
U međuvremenu izgladnjeli striček Viršl počinje vjerovati da je on vukodlak. Eliota i stričeka Viršla uhvati vukodlak, koji je zapravo Shaw u kostimu; srećom, Boog i njegovi prijatelji priskoče u pomoć. Shaw je na kraju nadmoćan i poražen (u kojem se otkriva da je alergičan na stršljene) i uhićen zbog imitiranja čudovišta i stvaranja opće panike, trajno zatvarajući sezonu lova. Na kraju se ispostavi da je vukodlak stvaran, ali Eliot se sprijatelji s njim plešući s njim kad se pridruži njihovom kampu.
Sljedećeg jutra, Bobbie i Bob sretno se vraćaju u kamp kućicu sa stričekom Viršlom i Bobbie govori stričeku Viršlu da mu je danas rođendan.
Prvi film je objavljen 2006. godine, drugi 2008. a treći 2011.

## Sinkronizacija
Uloge:
| Ime                 | Engleska inačica  | Hrvatska inačica      |
| ------------------- | ----------------- | --------------------- |
| Eliot               | William Townsend  | Robert Bošković       |
| Boog                | Donny Lucas       | Goran Vrbanić         |
| Striček Viršl       | William Townsend  | Daniel Dizdar         |
| Edna                | Kathleen Barr     | Iva Lehunšek Panić    |
| Jelena              | Melissa Sturm     | Kristina Krepela      |
| Shaw                | Trevor Devall     | Boris Barberić        |
| Ed                  | Garry Chalk       | Nikola Marjanović     |
| Vukodlak            | Trevor Devall     | Bojan Jambrošić       |
| Janko               | Brian Drummond    | Marko Cindrić         |
| Gospar Vlaho        | Lee Tockar        | Robert Bošković       |
| Božo                | Lorne Cardinal    | Branko Smiljanić      |
| Bobi                | Kathleen Barr     | Marina Kostelac       |
| Danko               | Brian Drummond    | Anđelko Petric        |
| Serge               | Peter Kelamis     | Antonio Franić        |
| Mare                | Michelle Murdocca | Katarina Perica Kirin |
| Kate                | Shannon Chan Kent | Nikica Viličić        |
| Piko                | Lee Tockar        | Goran Vrbanić         |
| Marica              | Shannon Chan Kent | Mima Karaula          |
| Grlitelj stabala    | Brian Drummond    | Marko Juraga          |
| Grliteljica stabala | Kathleen Barr     | Ana Marija Bokor      |
| Policajac #1        | Lee Tockar        | Željko Šestić         |